# Godille (ski)
Pour les articles homonymes, voir Godille.

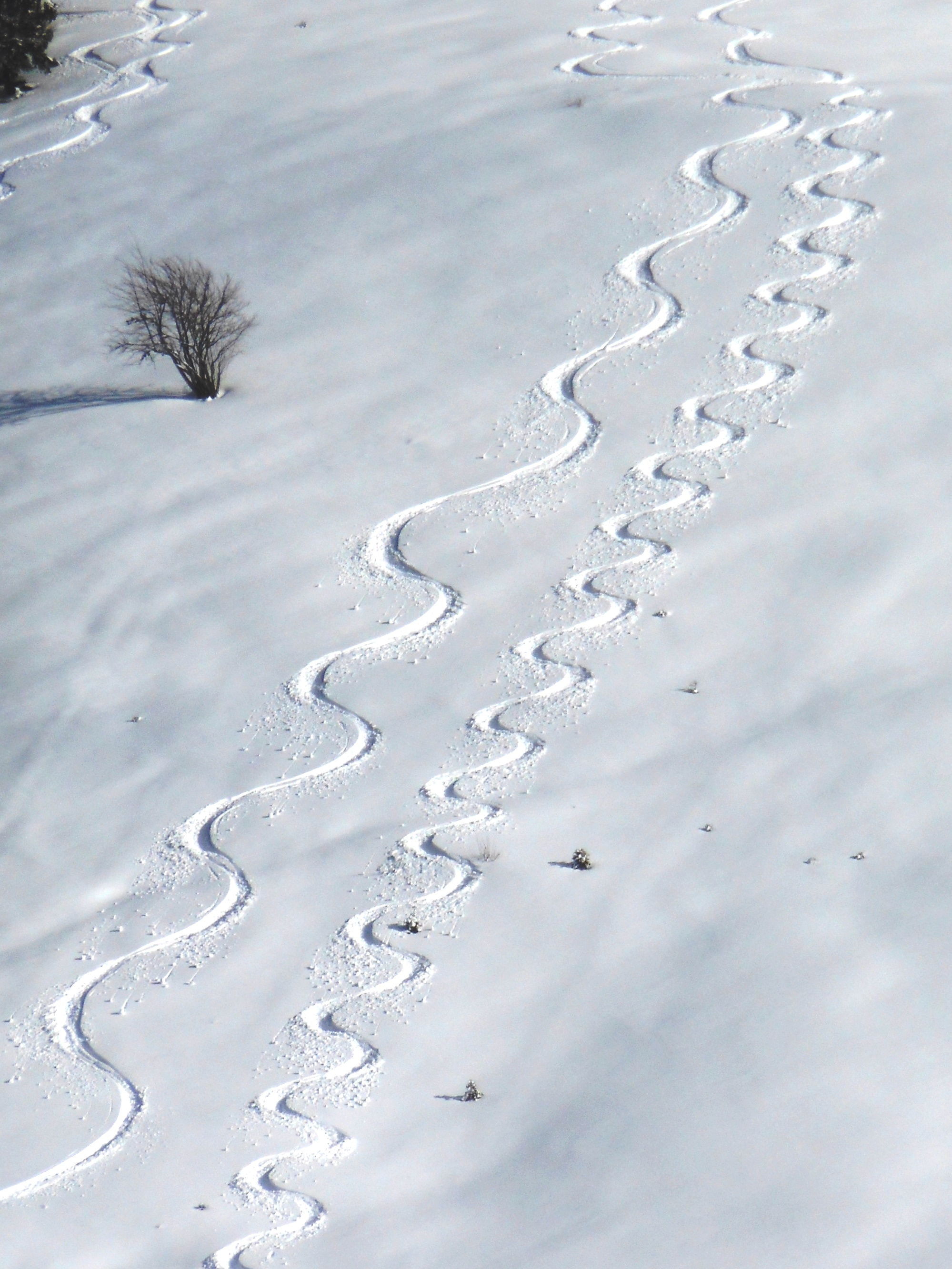
Traces de godille dans la neige poudreuse.

La godille est une technique de ski qui permet d'enchaîner de courts virages serrés. Elle est notamment utilisée pour contrôler la vitesse et s'adresse à des skieurs d'un certain niveau technique. Recherchée pour son efficacité et son esthétique, elle s'exécute sur neige damée comme en poudreuse.

## Histoire
Dans les années 1970, la godille représente, dans l'imaginaire collectif, l'aboutissement de la technique du ski, face à la pente et skis serrés, pieds joints.  Inventée par l'Autrichien Anton Seelos au début des années 1930, elle évolue au fil des années avec la méthode Emile Allais (1940) puis avec celle de Georges Joubert associé à Jean Vuarnet (1970). Elle est de nos jours enseignée à partir de la classe 2 et suivantes (godille de base, perfectionnée, moniteur). Sur piste, la trace serrée a laissé place aux enchaînements de virages trace large, les skis dans l'alignement des épaules. En ski hors-piste, l'apparition du ski freeride, qui met l'accent sur la vitesse et les grandes courbes rapides, relègue la godille dans le domaine des techniques d'une époque révolue et ne constitue plus une fin en soi. Sur piste damée, la jeune génération marque sa préférence pour la technique du carving. La godille reste cependant une technique encore largement utilisée en ski de randonnée.

## Technique
La godille s'exécute le buste face à la pente et combine le pivotement des pieds aux flexions-extensions qui permettent l'allègement des skis. Le planté de bâton, alternativement, donne le rythme. Sur piste damée, le déclenchement s'effectue par prises de carre plus ou moins marquées. En neige poudreuse, le déclenchement des virages successifs est réalisé par la technique de l'« avalement » (repli et déploiement naturels des membres inférieurs) qui repose sur le rebond des skis sur le manteau neigeux.

## Illustration

Explication schématisée
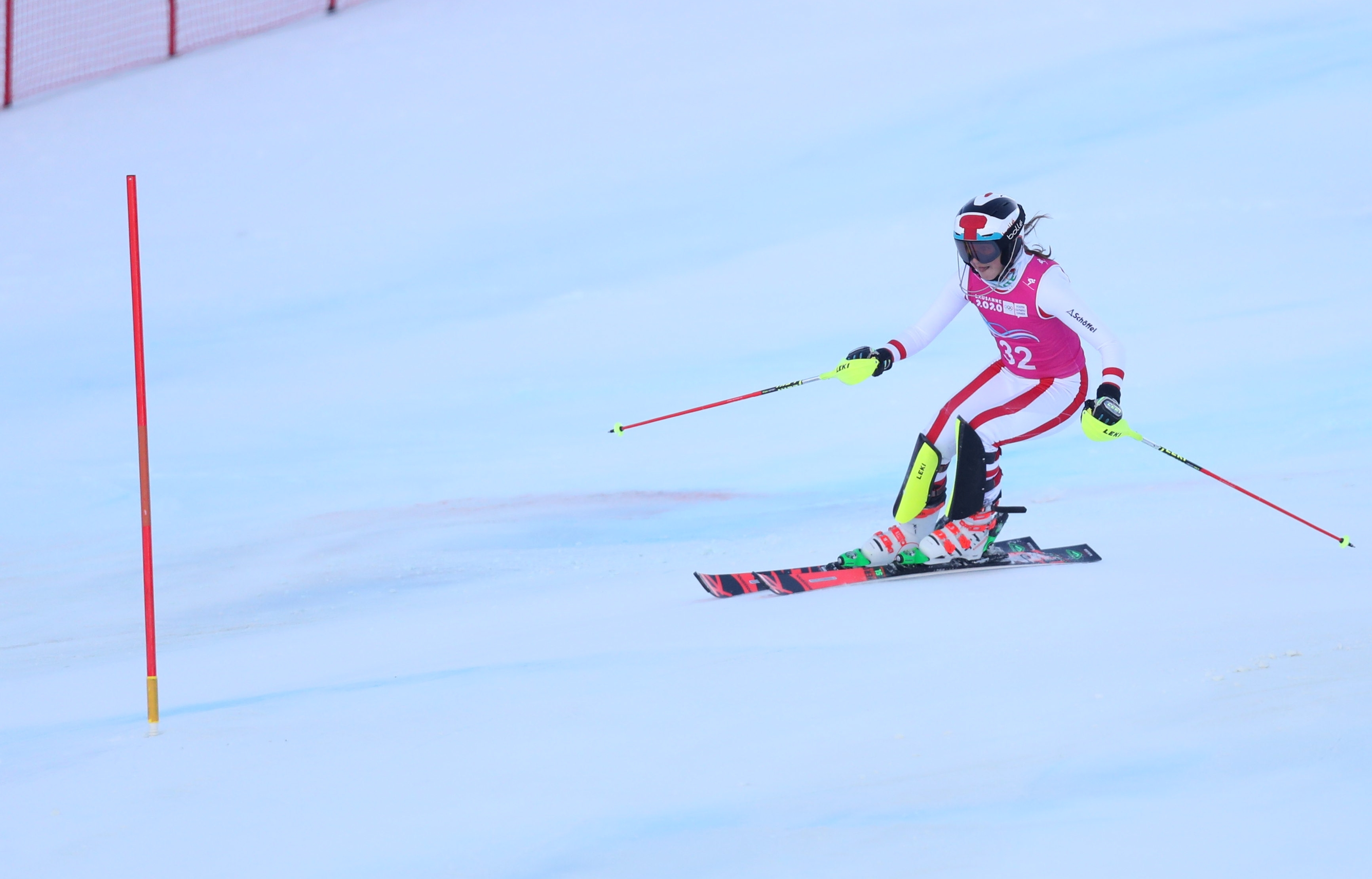
Étape 1, genoux fléchis, poids du corps sur la jambe aval, la skieuse s'apprête à  tourner.
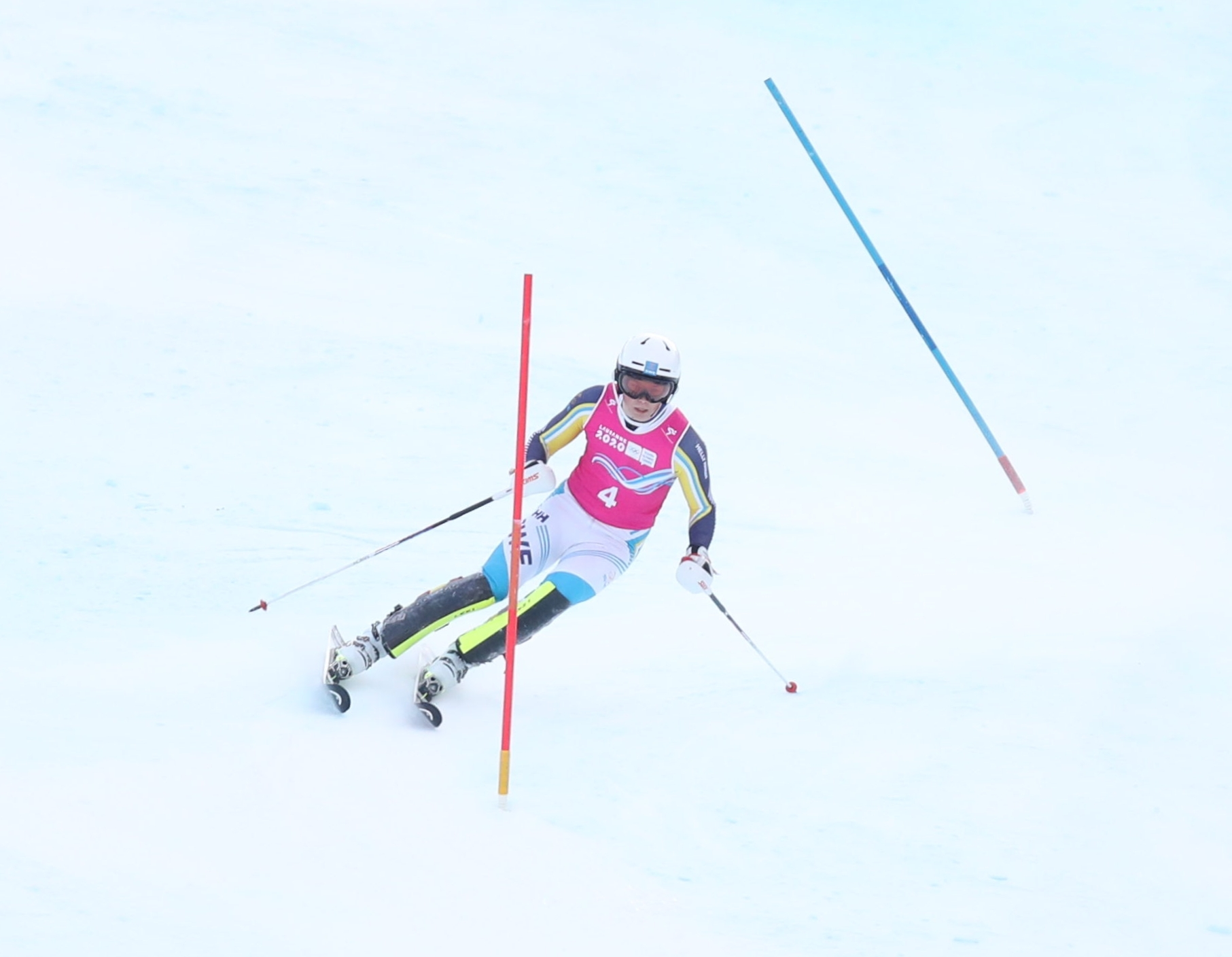
Étape 2, le corps tourne, le bâton aide au virage, transfert de poids.
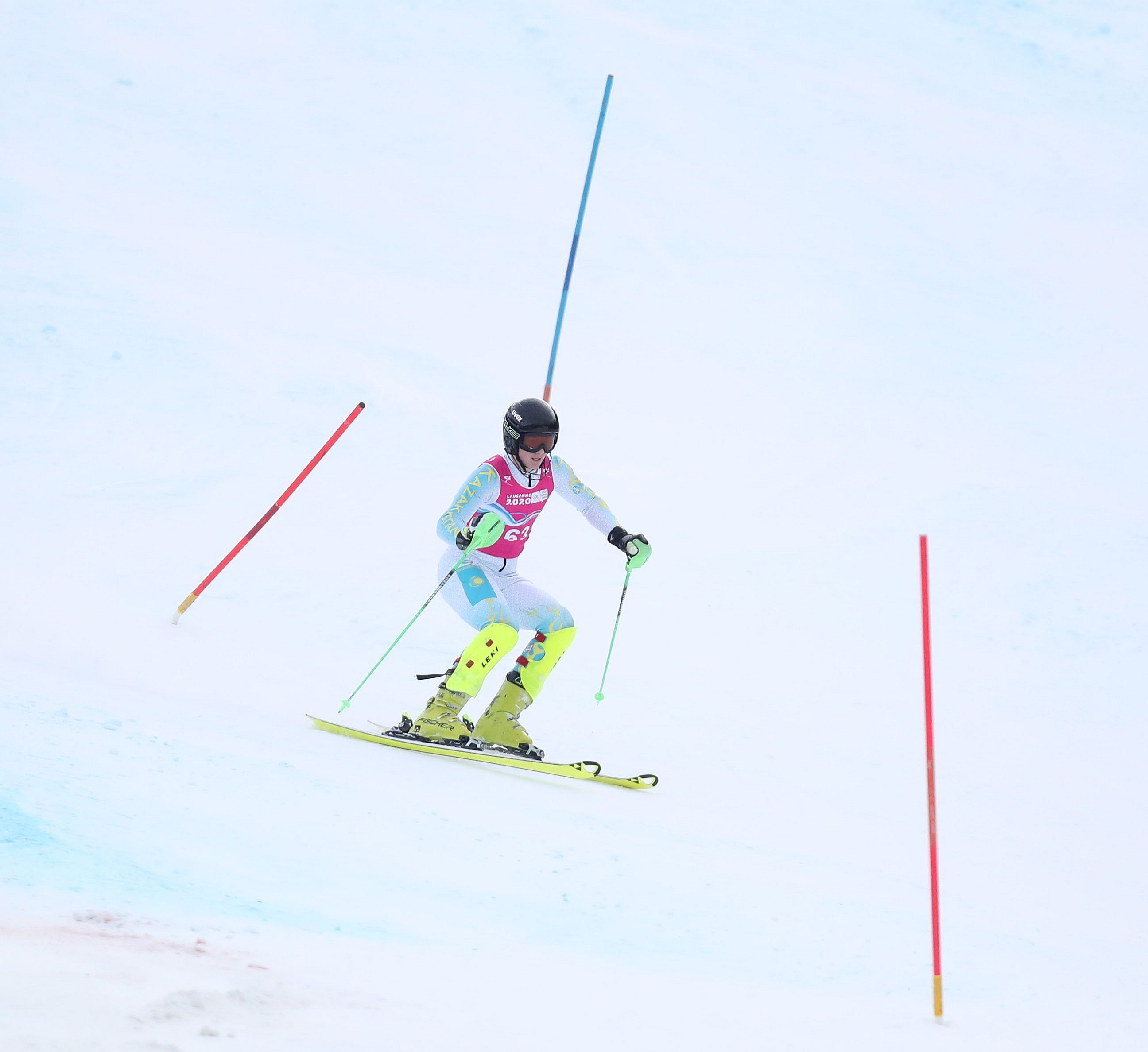
Étape 3, le virage de la godille est terminé.